# Development Cup žen 2022
Development Cup 2022 žen byl 1. ročník turnaje národních družstev v ledním hokeji pro týmy žen z Evropy, Asie a Jižní Ameriky, jejichž národní hokejové federace jsou členy IIHF a nezúčastní se v daném roce turnaje Mistrovství světa. Uskutečnil se od 6. do 12. listopadu 2022 ve městě Kuvajt v Kuvajtu za účasti šesti zemí. Jednotlivé reprezentace se utkali systémem každá s každou v jedné skupině. Vítězem se stala Kolumbie před domácím Kuvajtem a Lucemburskem

## Výsledky
|    |             | Kolumbie | Kuvajt | Lucembursko | SAE  | Irsko | Andorra | V | R | P | VG | OG | B  |
| 1. | Kolumbie    | ***      | 7:2    | 4:0         | 14:1 | 7:3   | 16:0    | 5 | 0 | 0 | 48 | 6  | 15 |
| 2. | Kuvajt      | 2:7      | ***    | 5:2         | 4:1  | 3:4   | 5:0     | 3 | 0 | 2 | 19 | 14 | 9  |
| 3. | Lucembursko | 0:4      | 2:5    | ***         | 6:3  | 5:4   | 11:0    | 3 | 0 | 2 | 24 | 16 | 9  |
| 4. | SAE         | 1:14     | 1:4    | 3:6         | ***  | 5:2   | 10:1    | 2 | 0 | 3 | 20 | 27 | 6  |
| 5. | Irsko       | 3:7      | 4:3    | 4:5         | 2:5  | ***   | 12:0    | 2 | 0 | 3 | 25 | 20 | 6  |
| 6. | Andorra     | 0:16     | 0:5    | 0:11        | 1:10 | 0:12  | ***     | 0 | 0 | 5 | 1  | 55 | 0  |